# Koen Persoons
Koen Persoons (Aalst, 12 juli 1983) is een voormalige Belgische voetballer die als middenvelder speelde. Hij wordt Head of Football bij Club NXT.

## Carrière

### Eendracht Aalst
Persoons begon zijn jeugdcarrière bij SK Oudegem. In 1995 stapte hij over naar Eendracht Aalst, waar hij uiteindelijk ook zijn profcarrière begon. Vanaf het seizoen 2000/01 zat hij er in de A-kern, het kwam dat seizoen echter niet tot een officieel debuut. Het seizoen erna kwam het wel tot een debuut, hij speelde in het seizoen 2001/02 mee in negen competitiewedstrijden. Hij zou hier echter niet kunnen blijven, want de club ging in 2002 failliet.

### FC Dender
Na het faillissement van Eendracht Aalst stapte Persoons over naar de rivalen van FC Denderleeuw EH. Na twee seizoenen in Tweede klasse degradeerde Persoons in 2004 naar Derde klasse met de club. In 2005 ging Denderleeuw samen met Verbroedering Denderhoutem op in fusieclub FCV Dender EH. Een jaar later promoveerde Persoons met Dender naar Tweede klasse. Daar bleek hij al snel onmisbaar, en werd hij door zijn trainer Jean-Pierre Vande Velde mijn Biglia  genoemd. Op het einde van het seizoen 2006/07 promoveerde Persoons voor het tweede seizoen op rij met Dender, maar de middenvelder tekende een week na de titel voor KV Mechelen.

### KV Mechelen
In de zomer van 2007 verhuisde hij naar eersteklasser KV Mechelen. Ook hier speelde hij zich al snel in de gunst van de trainer, en in de eerste ploeg. In zijn eerste seizoen bij de club was hij meteen goed voor 30 wedstrijden waarin hij 2 goals scoorde. In zijn tweede seizoen mocht hij op het einde van het seizoen de bekerfinale spelen met Mechelen tegen KRC Genk, deze werd echter met 2-0 verloren door twee goals van Marvin Ogunjimi. In het seizoen 2009/10 speelde hij nog één seizoen bij de club waarin hij aan 32 wedstrijden kwam.

### Sporting Lokeren
In de zomer van 2010 stapte hij over naar Sporting Lokeren, hij volgde hiermee zijn coach Peter Maes die eveneens deze overstap maakte. Zijn eerste seizoen bij Lokeren was meteen succesvol doordat hij Play-off 1 haalde met de club. Zelf kwam hij dat seizoen aan 37 wedstrijden en 2 goals. In 2012 won hij de Beker van België met Lokeren nadat hij de finale met 1-0 had gewonnen van KV Kortrijk. Ook in 2014 won hij deze prijs met de club nadat ze de finale met 1-0 hadden gewonnen van Zulte Waregem.

### Lagere divisies
Op 31 augustus 2017 maakte Persoons de overstap van Lokeren naar Oud-Heverlee Leuven uit Eerste klasse B Persoons speelde twee seizoenen bij de Leuvenaars en zakte dan af naar FC Knokke uit Tweede klasse amateurs. Nadat Knokke kampioen werd in zijn reeks vertrok Persoons naar KVK Ninove uit Tweede klasse amateurs.

### Club Nxt
Op 2 juni 2022 kondigde Persoons zijn voetbalpensioen aan. Amper drie dagen later werd bekend dat hij naar Club Nxt gaat om daar de vertrekkende Tim Smolders op te volgen als Head of Football.

## Statistieken
| seizoen | club             | land   | competitie             | wed. | goals |
| ------- | ---------------- | ------ | ---------------------- | ---- | ----- |
| 2000/01 | Eendracht Aalst  | België | Jupiler League         | 0    | 0     |
| 2001/02 | Eendracht Aalst  | België | Jupiler League         | 9    | 0     |
| 2002/03 | FC Denderleeuw   | België | Tweede Klasse          | 32   | 6     |
| 2003/04 | FC Denderleeuw   | België | Tweede Klasse          | 28   | 3     |
| 2004/05 | FC Denderleeuw   | België | Derde klasse           |      |       |
| 2005/06 | FCV Dender EH    | België | Derde klasse           |      |       |
| 2006/07 | FCV Dender EH    | België | Tweede Klasse          | 32   | 2     |
| 2007/08 | KV Mechelen      | België | Jupiler Pro League     | 30   | 2     |
| 2008/09 | KV Mechelen      | België | Jupiler Pro League     | 31   | 3     |
| 2009/10 | KV Mechelen      | België | Jupiler Pro League     | 32   | 0     |
| 2010/11 | Sporting Lokeren | België | Jupiler Pro League     | 37   | 2     |
| 2011/12 | Sporting Lokeren | België | Jupiler Pro League     | 28   | 3     |
| 2012/13 | Sporting Lokeren | België | Jupiler Pro League     | 35   | 6     |
| 2013/14 | Sporting Lokeren | België | Jupiler Pro League     | 39   | 1     |
| 2014/15 | Sporting Lokeren | België | Jupiler Pro League     | 31   | 2     |
| 2015/16 | Sporting Lokeren | België | Jupiler Pro League     | 13   | 0     |
| 2016/17 | Sporting Lokeren | België | Jupiler Pro League     | 26   | 3     |
| 2017/18 | Sporting Lokeren | België | Jupiler Pro League     | 4    | 0     |
| 2017/18 | OH Leuven        | België | Proximus League        | 28   | 1     |
| 2018/19 | OH Leuven        | België | Proximus League        | 13   | 1     |
| 2019/20 | FC Knokke        | België | Tweede klasse amateurs | 21   | 2     |
| 2020/21 | KVK Ninove       |        | Tweede klasse amateurs | 30   | 2     |
| Totaal  | Totaal           | Totaal | Totaal                 | 491  | 39    |

## Palmares
| Beker van België | 2× | 2011/12, 2013/14 |